# Безверхнєв Федір Павлович
Федір Павлович Безве́рхнєв (рос. Федор Павлович Безверхнев; нар. 13 жовтня 1918, Каверзіно — пом. 2015) — український самодіяльний живописець; заслужений майстер народної творчості УРСР з 1980 року.

## Біографія
Народився 13 жовтня 1918 року в селі Каверзіному (тепер Сокольський міський округ Нижньогородської області, Росія). У вересні 1939 року призваний до Червоної армії. Служив у 333-му Стрілецькому полку, який дислокувався в Брестській фортеці. Брав участь у німецько-радянській війні. 1943 року закінчив Архангельське військово-інженерне училище. Нагороджений двома орденами Червоної Зірки (5 серпня 1944; 5 листопада 1954), орденом Вітчизняної війни II ступеня (6 квітня 1985), медалями «За перемогу над Німеччиною» (9 травня 1945), «За бойові заслуги» (15 листопада 1950).
У 1946 році закінчив Московську художню студію імені Надії Крупської. Жив і працював в Ужгороді: у 1961–1963 роках — вчителем в Ужгородській середній школі № 1, в якій організував гурток малювання; у 1963–1965 роках — директором Закарпатського обласного художнього фонду; впродовж 1965–1981 років — начальником відділу кадрів заводу «Ужгородприлад». Був членом Закарпатського обласного об'єднання художників і майстрів декоративно-прикладного мистецтва та з 1978 року об'єднання майстрів народного мистецтва «Барви Карпат» (у 1990-х роках очолював його).
Помер у 2015 році.

## Творчість
Працював переважно у жанрах пейзажу і натюрморту, написав кілька портретів і сюжетних картин. Серед робіт:
- «Смоленщина 1944» (1950);
- «Захисники Брестської фортеці» (1953);
- «Батьківська хата» (1961);
- «Вірність» (1962);
- «Дорогі слова» (1964);
- «Улюблені квіти» (1969);
- «Важкий хліб» (1971);
- «Вічна слава героям» (1972);
- «Вірність» (1976);
- «Жива вода» (1979);
- портрет Героя Радянського Союзу Надії Федутенко (1981);
- «Над річкою» (1982);
- «Засідання патркому» (1982);
- «Поезія квітів» (1985, 2002);
- «Весна в Карпатах» (1987, 2003);
- «Спасибі сонцю» (2001).

Брав участь у виставках з 1950 року, понад 10 персональних виставок пройшли в Ужгороді.
Роботи зберігаються в Закарпатському краєзнавчому музеї, музеях Росії, Білорусі, Словаччини, Угорщини.